# Vleugels
Vleugels is een Vlaamse televisiefilm uit 2006 naar een scenario van Guy Didelez. De film werd geregisseerd door Julie De Clercq. 

## Verhaal
Fons, Bernard en Bruno zijn drie eenzame mannen die een volkstuintje bewerken. Het rustige bestaan van de mannen wordt verstoord wanneer een jonge vrouw zich aanmeldt om een tuintje te gaan bewerken, nadat het tuintje was vrijgekomen door het overlijden van een oudere tuinier. De vrouw wordt aanvankelijk onthaald met heel wat scepsis, maar de mannen - en in de eerste plaats Fons -  worden stiekem verliefd op haar. Later in de film wordt duidelijk dat de vrouw kanker heeft en dat ze een obsessie heeft ontwikkeld voor het kweken van gezonde groenten zonder gebruik van bestrijdingsmiddelen.

## Rolverdeling
| Acteur                 | Personage |
| ---------------------- | --------- |
| Joke Devynck           | Kris      |
| Vic De Wachter         | Fons      |
| Michel Van Dousselaere | Bernard   |
| Johan Heldenbergh      | Bruno     |
| Marilou Mermans        | Mariette  |
| Maike Boerdam          | Sandra    |